# The Diary of Alicia Keys
The Diary of Alicia Keys is het tweede studioalbum van de Amerikaanse zangeres Alicia Keys. Op het album staan onder andere de hits You don't know my name, If I ain't got you en Diary.
Van het album werden wereldwijd meer dan negen miljoen exemplaren verkocht. Het en won in 2005 een Grammy voor beste R&B-album.

## Tracklist
1. Harlem's Nocturne (Alicia Keys) – 1:43
2. Karma 1 (Kerry Brothers, Taneisha Smith, Alicia Keys) – 4:16
3. Heartburn (Alicia Keys, Tim Mosley, Walter Millsap III, Candice Nelson, Erika Rose) – 3:28
4. If I Was Your Woman/Walk on By 2 (Gloria Jones, Clarence McMurray, Pam Sawyer) – 3:06
5. You Don't Know My Name (Alicia Keys, Kanye West, Harold Lilly, James Ralph Bailey, Melvin Kent, Ken Williams) – 6:06
6. If I Ain't Got You (Alicia Keys) – 3:48
7. Diary (ft. Tony! Toni! Toné!) (Alicia Keys, Kerry Brothers, Jr.) – 4:44
8. Dragon Days (Alicia Keys) – 4:36
9. Wake Up (Alicia Keys, Kerry Brothers, Jr.) – 4:27
10. So Simple (ft. Lellow) (Alicia Keys, Harold Lilly, Andre Harris, Vidal Davis) – 3:49
11. When You Really Love Someone (Alicia Keys, Kerry Brothers, Jr.) – 4:09
12. Feeling U, Feeling Me (Interlude) (Alicia Keys) – 2:07
13. Slow Down (Alicia Keys, Lamont Green, Erika Rose) – 4:18
14. Samsonite Man (Alicia Keys, Erika Rose) – 4:12
15. Nobody Not Really (Interlude) (Alicia Keys, Taneisha Smith) – 2:56

1 Samples "Superstition" geschreven door Stevie Wonder.

2 Samples "If I Were Your Woman" geschreven door Gloria Jones, Clarence McMurray, and Pam Sawyer.